# ساوت ولز اکو
ساوت ولز اکو یک روزنامه است که در کاردیف، ولز منتشر می‌شود و در سراسر منطقه توزیع می‌گردد. تیراژ آن ۶۰۲۶ نسخه است.

## تاریخچه
این روزنامه در سال ۱۸۸۴ تأسیس شد و مقر آن در تامسون هاوس، مرکز شهر کاردیف بود. این روزنامه توسط انتشارات مدیا ولز که قبلاً به نام وسترن میل شناخته می‌شد بخشی از گروه ریچ پلیس، منتشر می‌شود. در سال ۲۰۰۸، مدیا ولز نقل مکان کرد و از تامسون هاوس درتقاطع خیابان هاولاک و خیابان پارک، به خیابان سیکس پارک و جاده اسکات در جنوب استادیوم پرنسیپیتی نقل مکان کرد. یک نسخه آخر آن هفته هر شنبه منتشر می‌شود.
در میان بسیاری از نویسندگان دیگر، کن فولت رمان‌نویس، برایان جی. فورد نویسنده علمی، گرن جونز کاریکاتوریست، سو لاولی روزنامه‌نگار و مایکل بورک خواننده خبری، بخشی از کار خود را با اکو گذرانده‌اند.

## اکو فوتبال

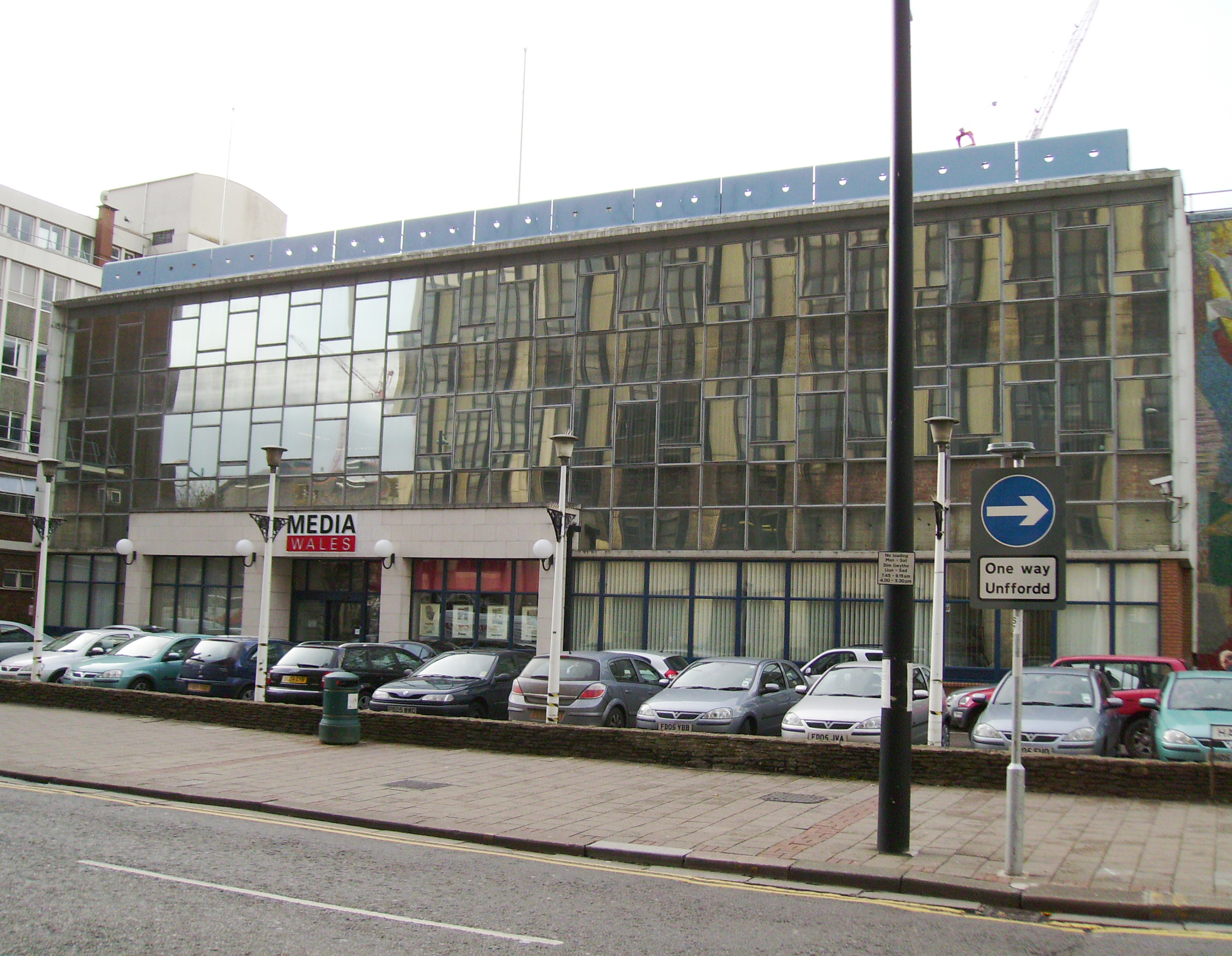
رسانه ولز، کارخانه چاپ و دفاتر اصلی، خانه تامسون، خیابان هاولاک و خیابان پارک، کاردیف، ولز، ۲۰۰۷، در سال ۲۰۰۸تخریب شد.

یک مجله مرتبط بود به نام اکو فوتبال که بعداً به نام اکو اسپورت تغییر نام پیدا کرد، این مجله بعدازظهرهای شنبه از سال ۱۹۱۹ تا ۲۰۰۶ در محل روی کاغذ صورتی چاپ می‌شد و بلافاصله پس از سوت پایان مسابقات راگبی و فوتبال منتشر می‌شد و در سراسر خیابان در دسترس بود. اکو فوتبال در اوج بازی‌ها تا ۸۰۰۰۰ نسخه به فروش می‌رفت. 

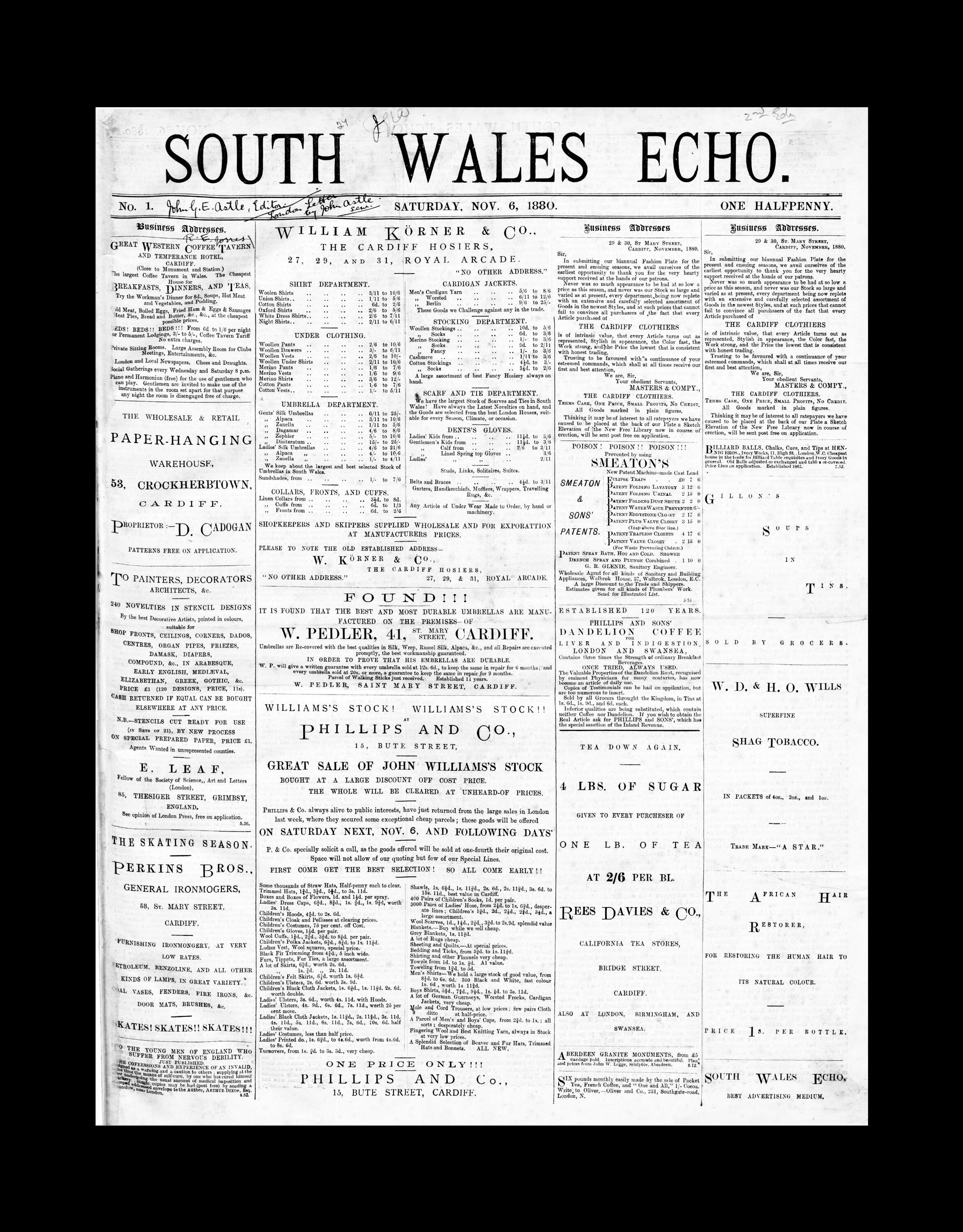
۶ نوامبر ۱۸۸۰، ساوت ولز اکو، صفحه اول، اولین نسخه باقی مانده